# Агрегато Росано Венето (Виченца)
Агрегато Росано Венето (итал. Aggregato Rossano Veneto) је насеље у Италији у округу Виченца, региону Венето.
Према процени из 2011. у насељу је живело 6 становника. Насеље се налази на надморској висини од 73 м.